# Hans Adam von Studnitz

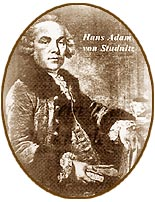
Hans Adam von Studnitz

Hans Adam Friedrich Freiherr von Studnitz (* 25. März 1711 in Jeroltschütz; † 16. Oktober 1788 in Kehl) war ein preußischer Adliger, Oberhofmarschall des Herzogs von Sachsen-Gotha-Altenburg und Intendant des Gothaer Ekhof-Theaters.

## Leben
Von Studnitz kam unter Ernst II. an den Gothaer Hof. 1747 kaufte er einen Landsitz in Wechmar und ließ diesen zu einer zweiflügeligen Sommerresidenz, dem noch bestehenden Landhaus Studnitz, ausbauen.
1775 wurde unter seiner Leitung das Gothaer Hoftheater im Schloss Friedenstein gegründet.
Im Bestand des Museums der Stiftung Schloss Friedenstein Gotha befindet sich seit Jahresende 2021 das Porträt des Freiherrn. Das Gemälde aus dem Jahr 1761 stellt ihn mit Tabatière, Buch und großer Schokoladentasse dar. Es ist ein Werk des Hofmalers Johann Georg Ziesenis der Jüngere.
Von Studnitz starb 1788 ledig und kinderlos. Seine letzte Ruhestätte ist die wahrscheinlich ab 1782 bis 1788 in seinem Garten in Gotha geschaffene Grabpyramide, die heute als Studnitz-Pyramide bekannt ist.